# Indonesia ai Giochi della XV Olimpiade
L'Indonesia ha partecipato ai Giochi della XV Olimpiade, svoltisi ad Helsinki, dal 19 luglio al 3 agosto 1952,
con una delegazione di 3 atleti impegnati in 3 discipline,
senza aggiudicarsi medaglie.